# Deșkî, Kozeleț
Deșkî (în ucraineană Дешки) este un sat în comuna Birkî din raionul Kozeleț, regiunea Cernihiv, Ucraina.

## Demografie
Componența lingvistică a localității Deșkî
     Ucraineană (98,18%)
     Rusă (1,82%)
Conform recensământului din 2001, majoritatea populației localității Deșkî era vorbitoare de ucraineană (98,18%), existând în minoritate și vorbitori de rusă (1,82%).